# داریا دمیتریوا
داریا دمیتریوا (به انگلیسی: Daria Dmitrieva) ژیمناست زادهٔ ۲۲ ژوئن ۱۹۹۳ میلادی اهل کشور روسیه است.